# IC 167
IC 167 = Arp 31 ist eine Balken-Spiralgalaxie vom Hubble-Typ SABc im Sternbild Widder auf der Ekliptik. Sie ist schätzungsweise 136 Millionen Lichtjahre von der Milchstraße entfernt und hat einen Durchmesser von etwa 105.000 Lichtjahren.
Halton Arp gliederte seinen Katalog ungewöhnlicher Galaxien nach rein morphologischen Kriterien in Gruppen. Diese Galaxie gehört zu der Klasse Spiralgalaxien mit der Form eines Integralzeichens (Arp-Katalog). Die Galaxie besitzt auffallend weit abgespreizte Spiralarme, möglicherweise durch eine Begegnung mit einem anderen Objekt, die sich in der Nähe befindliche NGC 694 wäre ein Kandidat. 
IC 167 ist Mitglied der zehn Galaxien umfassenden NGC 691-Gruppe (LGG 34). Im selben Himmelsareal befinden sich weiterhin u. a. die Galaxien NGC 678, NGC 680, NGC 691, IC 1730.
Das Objekt wurde am 4. Januar 1889 vom französischen Astronomen Guillaume Bigourdan entdeckt.